# St. Lambertus (Erkelenz)

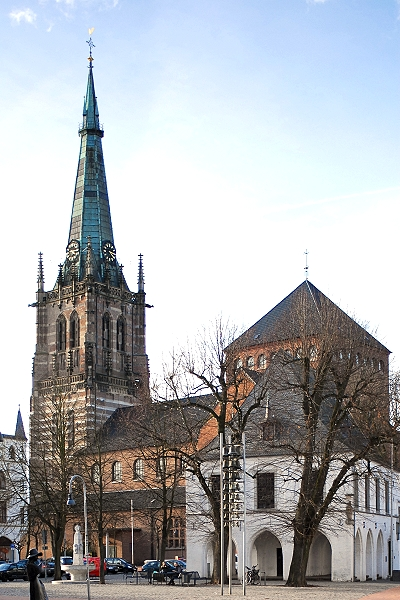
Blick auf die Lambertus-Kirche am Erkelenzer Markt (rechts im Vordergrund das Alte Rathaus)

St. Lambertus, die dem Heiligen Lambertus geweihte katholische Pfarrkirche zu Erkelenz, hatte drei Vorgängerbauten, deren erster ein fränkischer Saalbau war und Anfang des 11. Jahrhunderts zu einem romanischen Längsbau erweitert wurde, der seinerseits einem im Jahre 1418 konsekrierten und im Zweiten Weltkrieg zerstörten gotischen Kirchenschiff wich. Der 83 Meter hohe Kirchturm ist ab dem Jahre 1458 im Stil flandrischer oder brabanter Türme erbaut worden.
Seit dem 1. Januar 2015 ist sie die Pfarrkirche der neuen, durch Fusion gebildeten, Pfarrei Christkönig Erkelenz.

## Baugeschichte

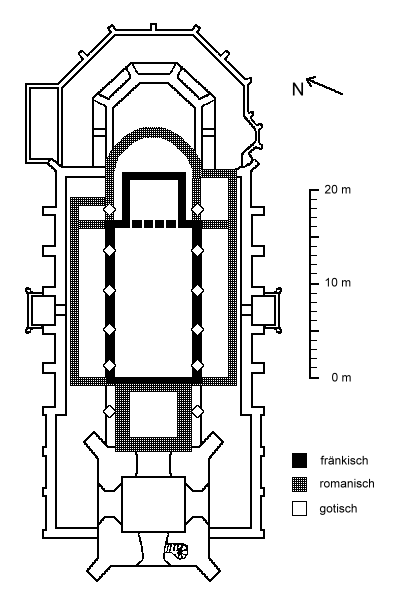
Schematischer Grundriss der Fundamente

### Frankenzeit
Als man Ende 1947 mit dem Neubau des heutigen Kirchenschiffs begann, wurden bei Ausgrabungen die Grundmauern älterer Kirchenbauten erkennbar, die innerhalb der zerstörten Kirche lagen. Das innerste, in etwa Ost-West ausgerichtete Bauwerk war eine fränkische Saalkirche, die ein Rechteck von doppelter Länge wie Breite bildete und der sich im Osten ein rechteckiges Chor anschloss.
Die Fundamentmauerwerke bestanden aus Quarzitsandsteinen und Sandsteinquadern bis zu einem halben Meter Kantenlänge, die zum Teil präzise ausgearbeitete Dübellöcher von zehn mal zehn Zentimeter Größe aufwiesen, was ihre vorherige anderweitige Verwendung belegt. In diesen Fundamenten kamen vereinzelt Bruchstücke von römischen Ziegeln vor.
Innerhalb des Rechteckchores fanden sich zwischen drei von der planmäßigen Auffüllung des Geländes herrührenden Lehmschichten zwei verschiedene Schichten aus Holzkohle und unter einer Mörtelpfanne eine weitere Schicht aus Lehm wie er als Stakwerk beim Fachwerkbau verwendet wurde. Diese Lehmschicht war durch Feuer auch von oben her rot gefärbt. In ihr lagen zwei Gefäßscherben, deren eine mit Wulstrand und eingestempelten Mustern Badorfer Keramik war. Da die Mörtelschicht mit dem Rechteckchor in Verbund stand, war sie zusammen mit ihm angelegt worden, so dass der Schluss naheliegt, dass die tiefergelegene Stakwerkschicht von einem älteren Bauwerk, möglicherweise von einer Kapelle, herrührt. Darunter stieß man auf die beigabenlose Füllung eines Grabschachtes mit wenigen Skelettresten und Teilen einer Holzbohle auf der Sohle des Schachtes.

### Romanische Erweiterung

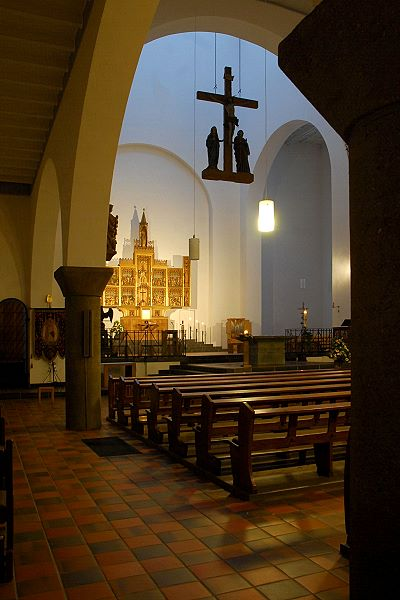
Blick in das neoromanische Innere

Wie die weiteren Ausgrabungen ergaben, war der fränkische Saalbau in romanischer Zeit durch Anfügen zweier Seitenschiffe, einer Apsis, die das alte Rechteckchor ganz umfasste, und kleinerer Anbauten zu einem Längsbau erweitert worden. Nahe dem Rechteckchor lagen vor der Stirnwand des nördlichen Seitenschiffes Bruchstücke eines römischen Estrichbodens. Im Westen hatte man auf dem Fundament des alten Saalbaus außen einen im Grundriss quadratischen Turm angefügt, dessen Fundamente wiederum mit Quarzitsandsteinen erbaut waren, zwischen denen größere Bruchstücke von römischen Dachziegeln vorkamen. Im Aufgehenden war das Mauerwerk des Turmes mit Tuffquadern verblendet, sein Sockelprofil wies auf das 11. Jahrhundert hin. Kirchwärts lagen noch Reste des romanischen Fußbodens aus quadratischen Tonfliesen und darauf eine dünne Brandschicht. Als Baumaterial für die Apsis hatte man zum Teil Basen und Kapitelle verwendet, deren einfache Ausführung hingegen auf das 12. Jahrhundert schließen ließen. Alle Fundamente, sowohl die des fränkischen Saalbaus als auch die des romanischen Längsbaus, waren über einem älteren Gräberfeld mit Holzsargbestattungen errichtet worden.

### Gotischer Neubau
Als die Stadt im Jahre 1371 erobert und zum Teil zerstört wurde, hatte vermutlich auch das Schiff der romanischen Kirche Schaden genommen, so dass unter Beibehaltung des romanischen Turmes ein gotischer Neubau an seine Stelle trat, der 1418 konsekriert und 1482 noch einmal mit einem Chorumgang erweitert wurde. Zwar brannte bei dem großen Stadtbrand von 1540 das Dach ab, doch sollte dieses Kirchenschiff bis zum Ende des Zweiten Weltkrieges mehr als 500 Jahre überdauern.
Im Jahre 1457 war der alte romanische Turm eingestürzt und ein Jahr später hatte man weiter westlich neben den alten Turmfundamenten mit dem Bau des heute noch erhaltenen Turmes begonnen. Zwei in Stein gemeißelte Inschriften geben darüber Auskunft, eine kurzgefasste in lateinischer Sprache außen neben dem Portal und eine etwas ausführlichere in niederfränkischer Sprache innen in der Turmhalle. Letztere lautet:

„In den jaren ons heren MCCCCVII des eirsten dags nae sent peter und pauwels dach toe IV uren veil hie eyn tore ned ind des andere jairs op de selve dach wart dese begonden weden.“

„In den Jahren unseres Herrn 1457 am ersten Tag nach Sankt Peter und Pauls Tag [30. Juni] gegen vier Uhr fiel hier ein Turm nieder und im anderen Jahr am selben Tag war dieser begonnen worden.“

Der siebengeschossige Turm ist 83 Meter hoch, seine Mauern teilweise mehr als drei Meter mächtig und im Stil flandrischer oder brabanter Türme aus Backsteinen mit hellen Blausteinbändern erbaut. Nachdem schon im 18. Jahrhundert ein Blitz die damals hölzerne Turmspitze abgebrannt hatte, fiel sie bei einem schweren Schneesturm im Februar 1860 von einem Blitz getroffen erneut dem Brand zum Opfer. Seit 1883 besteht sie aus einer genieteten Stahlkonstruktion, das mit dünnen Kupferplatten verkleidet ist.
Auch das Mittelalter über bis zur Anlage des Friedhofs außerhalb der Stadt im Jahre 1825 war die Kirche Begräbnisplatz gewesen. Die Toten wurden auf dem rund um die Kirche gelegenen Kirchhof beigesetzt und auf der Nordseite der Kirche stand ein früher übliches Beinhaus, in dem zwecks Neubelegung die Gebeine aus alten Gräbern gesammelt und aufgetürmt wurden. Vornehme Bürger bestattete man auch unter dem Fußboden in der Kirche. Übereinanderliegende Mehrfachbestattungen waren häufig. Zwei heute in der Westwand der Seitenschiffe eingemauerte Grabplatten geben von den „Kirchenleichen“, wie man sie nannte, Zeugnis.

### Zerstörungen im Zweiten Weltkrieg
Bereits im Mai 1940 brannten durch einen nächtlichen Fliegerangriff britischer Bomber einige Häuser in unmittelbarer Nähe der Kirche ab, u. a. das Alte Rathaus am Markt.
In den letzten Monaten des Zweiten Weltkrieges erhielt der Kirchturm, in dem sich hoch oben ein Beobachtungsposten und zeitweilig auch eine Funkabteilung der Wehrmacht befanden, bei einem Luftangriff auf die Stadt im Dezember 1944 die ersten Treffer. Bei einem weiteren Luftangriff im Januar 1945 wurde der Chor der Kirche stark beschädigt.
In den letzten Tagen dieses Krieges sollte die reich ausgestattete Kirche mit ihrem monumentalen Turm von Pioniereinheiten der deutschen Wehrmacht, die sich auf dem Rückzug von der Rurfront befand, aus militärischen Gründen gesprengt werden. Rektor Edmund Knorr, in den letzten Kriegstagen Ortskommandant von Erkelenz, konnte dies verhindern.
Aber schon wenige Tage später wurde die Kirche am 23. Februar 1945 bei dem vierten und schwersten Luftangriff bombardiert. Das Kirchenschiff wurde im Inneren vollständig zerstört und die Westseite des Kirchturmes unterhalb der Hauptgalerie über zwei Stockwerke aufgerissen. In den folgenden Tagen lag er immer wieder unter alliiertem Granatbeschuss, der sein Mauerwerk weiter zerstörte.
Das Triumphkreuz blieb unbeschädigt im offenen Chor hängen und war nun aus weiter Distanz von außerhalb zu sehen. Wenige Tage nachdem die 102. US-Division die Stadt am 26. Februar eingenommen hatte, fiel es herab. Sein Sturz wurde durch den Schutt der zerstörten Kirche abgefedert; es blieb deshalb wieder unbeschädigt.

### Wiederaufbau
Im Januar 1946 begann die Enttrümmerung der Kirche durch mehr als hundert freiwillige Helfer. Der schwer beschädigte und dem Einsturz nahe Kirchturm konnte noch in jenem Jahr durch den Einzug von drei Betondecken gesichert werden. In den Jahren von 1952 bis 1964 erfolgten umfangreiche Wiederherstellungsarbeiten am Mauerwerk und an den Galerien.
Pläne, das zerstörte Kirchenschiff wieder aufzubauen oder seine letzten Reste in einen Neubau mit einzubeziehen, wurden verworfen, so dass man den stehengebliebenen Chorumgang und die Südwand im Jahre 1947 sprengte, um dem heutigen, umstrittenen neoromanischen Neubau nach Plänen des Aachener Architekten Peter Salm zu weichen. Die Krypta unter dem Chor war Weihnachten 1948 fertiggestellt worden und im Chor selbst konnte Weihnachten 1950 die erste heilige Messe gefeiert werden. Nach Vollendung des Kirchenschiffs wurde das Gotteshaus am 8. August 1954 geweiht.
Der Turm wurde nach seiner weitgehenden Wiederherstellung 1958 als Denkmal für die Gefallenen des Grenzlandes inauguriert, wie eine Bronzetafel – geschaffen vom Kölner Prof. Josef Jaekel – an der Nordwestseite belegt. Deren Inschrift lautet:

„Gott ließ den Turm nicht untergehen. 1945 von Bomben zerschlagen. 1953 unter Mithilfe der Bewohner des Kreises Erkelenz wieder hergerichtet. Denkmal für die Gefallenen des Grenzlandes. In memoriam 1458–1958.“

Das Relief zeigt den Erzengel Michael im Kampf mit dem Drachen und in der unteren linken Ecke den im Zweiten Weltkrieg geschundenen Lambertiturm.
Der Turmhelm wurde von 2012 bis 2013 grundlegend saniert. Hierbei wurde die Turmspitze oberhalb der letzten Galerie abgetrennt und mittels Kran zur Sanierung neben der Kirche aufgestellt. Das tragende Eisengerüst wurde aufwändig saniert und Fehlstellen, die durch den Beschuss im II. Weltkrieg entstanden waren, durch neue Stahlteile ergänzt. Auf dieses Gerüst wurde eine Holzschalung aufgebracht auf der dann die neuen Kupferplatten angebracht wurden.

## Kunstwerke

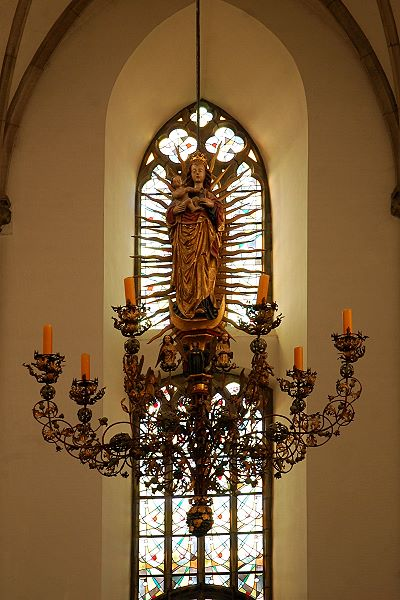
Der Marienleuchter aus dem Jahre 1517

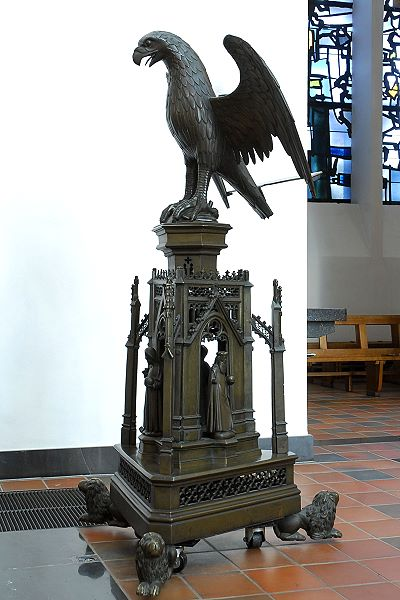
Das Adlerpult aus der Mitte des 15. Jahrhunderts

Im neugebauten Kirchenschiff befinden sich einige Kunstwerke, die aus der zerstörten Kirche gerettet werden konnten.
- Aus dem Mittelalter stammt das Triumphkreuz (1486) mit der Kreuzigungsgruppe (15. Jahrhundert), der siebenarmige und mehr als drei Meter hohe Marienleuchter mit der Strahlenkranzmadonna aus vergoldetem Schmiedeeisen und Schnitzwerk aus dem Jahre 1517, das zwei Meter hohe Adlerpult, das in der Mitte des 15. Jahrhunderts in Dinant in Gelbguss hergestellt wurde, die zwei Skulpturen Crispinus und Crispinianus, sowie die spätgotische Terheeger Kanzel aus der Zeit vor 1500, die ehemals in der 1802 von den Franzosen säkularisierten Leonhardkapelle und dann in der Kapelle von Terheeg gestanden hatte.
- Aus dem Barock stammen das Figurenpaar der Heiligen Maria und ihre Mutter Anna, dargestellt ist die Belehrung Mariens. Aus der im Zweiten Weltkrieg zerstörten Paterskirche, der Franziskanerkirche kommen die barocken Figuren Antonius von Padua und Aloisius. Letztere war Jesuit, seine Figur ist erst nach der Auflösung des ehemaligen Franziskanerklosters aufgestellt worden.
- Der Hochaltar aus dem Jahre 1896 wurde von dem Bildschnitzer Ferdinand Langenberg im neugotischen Stil gestaltet.
- Der Erkelenzer Bildhauer Franz Xaver Haak schuf einige Holzarbeiten; die Madonna am Marienaltar, gestiftet 1937 von der Kevelaer Bruderschaft, sowie große Figuren für die Weihnachtskrippe, geschaffen zwischen 1934 und 1937.
- Der Bildhauer Peter Haak, Sohn von Franz-Xaver Haak, schnitzte 1953 die Stationen des Kreuzweges, die ursprünglich in der Pfarrkirche zum heiligen Stephanus in Kleingladbach standen.
- Der Bildhauer Klaus Iserlohe gestaltete 1999 den Kirchenraum neu und schuf Taufbecken, Mensa und Antependium. Die Kreuzigungsgruppe wurde umgestaltet und hängt wieder wie vor 1945 zwischen Chor und Kirchenschiff.
- Die Glasfenster in der Kirche wurden von folgenden Künstlern gestaltet.
  - Hubert Spierling schuf im Chor 1964 die neue Schöpfung und 1967 das Lamm im Himmlischen Jerusalem.
  - Will Völker aus Lövenich gestaltete 1954 im Kirchenschiff die sieben Sakramente und die Schöpfung sowie im Turm den Fischzug. Für die Hochfenster entwarf er im selben Jahr Ornamente und geometrische Ornamente aus Halbkreisen.
  - J. Geffers entwarf eine freie Komposition im Eingang am Markt.
- Die Fenster in der Krypta stammen von Klaus Iserlohe („Schöpfung“) und Ludwig Schaffrath (freie Komposition).
- Die beiden Ewiglichtampeln, rechts und links des Hochaltars, wurden im Dezember 2020 vom Aachener Kunstschmied Michael Hammers geschaffen. Die dunkelroten Glaszylinder stammen aus der Glashütte Lamberts in Waldsassen in der Oberpfalz. Behangen ist jede Ewiglichtampel mit je 18 Kristallglasketten von der Fa. D. Swarovski.

## Orgeln
Von 1907 bis zur Kriegszerstörung 1945 stand in der Kirche eine Klais-Orgel, sie hatte 44 Register, drei Manuale und ein Pedal. 1949 wurde eine Orgel von R. Seifert, Kevelaer aufgestellt, die 1979 durch eine Oberlinger-Orgel ausgewechselt wurde, diese hatte 53 Register und drei Manuale. Sie wurde 2012 abgebaut und verkauft.

### Chororgel

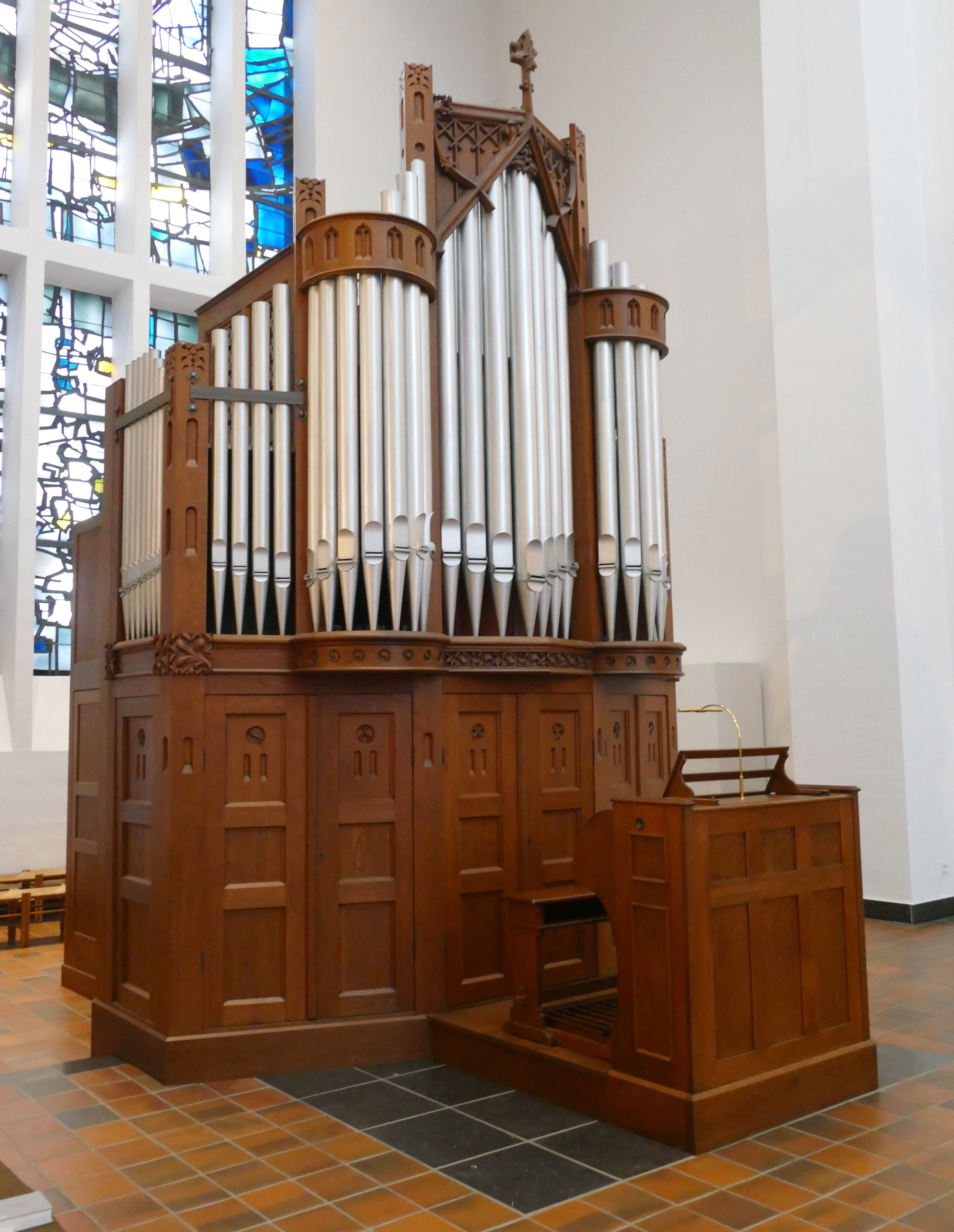
Die Klais-Orgel von 1911/12

Die Chororgel wurde 1911–1912 von dem Orgelbauer Johannes Klais (Bonn) als op. 475 für die Kirche St. Martinus in Borschemich erbaut. Da diese Kirche dem Braunkohlentagebau zum Opfer fiel, wurde die Orgel in St. Lambertus aufgebaut und 2013 eingeweiht.
Das Instrument hat 16 Register auf zwei Manualwerken und Pedal. Die Trakturen sind pneumatisch. Das Schwellwerk ist bis g4 ausgebaut. Das Instrument wurde von dem Orgelbauer Martin Scholz aus Mönchengladbach restauriert.
| I Hauptwerk C–g3 |                    |        |
| 1.               | Bordun             | 16′    |
| 2.               | Principal          | 08′    |
| 3.               | Hohlflöte          | 08′    |
| 4.               | Salicional         | 08′    |
| 5.               | Octave             | 04′    |
| 6.               | Mixtur-Cornett III | 02 ⁄3′ |

| II Schwellwerk C–g3 |                  |       |
| 07.                 | Starktongamba    | 8′    |
| 08.                 | Lieblich Gedackt | 8′    |
| 09.                 | Aeoline          | 8′    |
| 10.                 | Vox coelestis    | 8′    |
| 11.                 | Geigenprincipal  | 4′    |
| 12.                 | Traversflöte     | 4′    |
| 13.                 | Rauschquinte II  | 2 ⁄3′ |

| Pedalwerk C–d1 |             |     |
| 14.            | Subbass     | 16′ |
| 15.            | Gedacktbass | 16′ |
| 16.            | Violon      | 08′ |

- Koppeln: II/I (auch als Sub- und Superoctavkoppel), I/P, II/P
- Spielhilfen: Feste Kombinationen (ff, f, mf, p), Piano-Pedal

### Hauptorgel

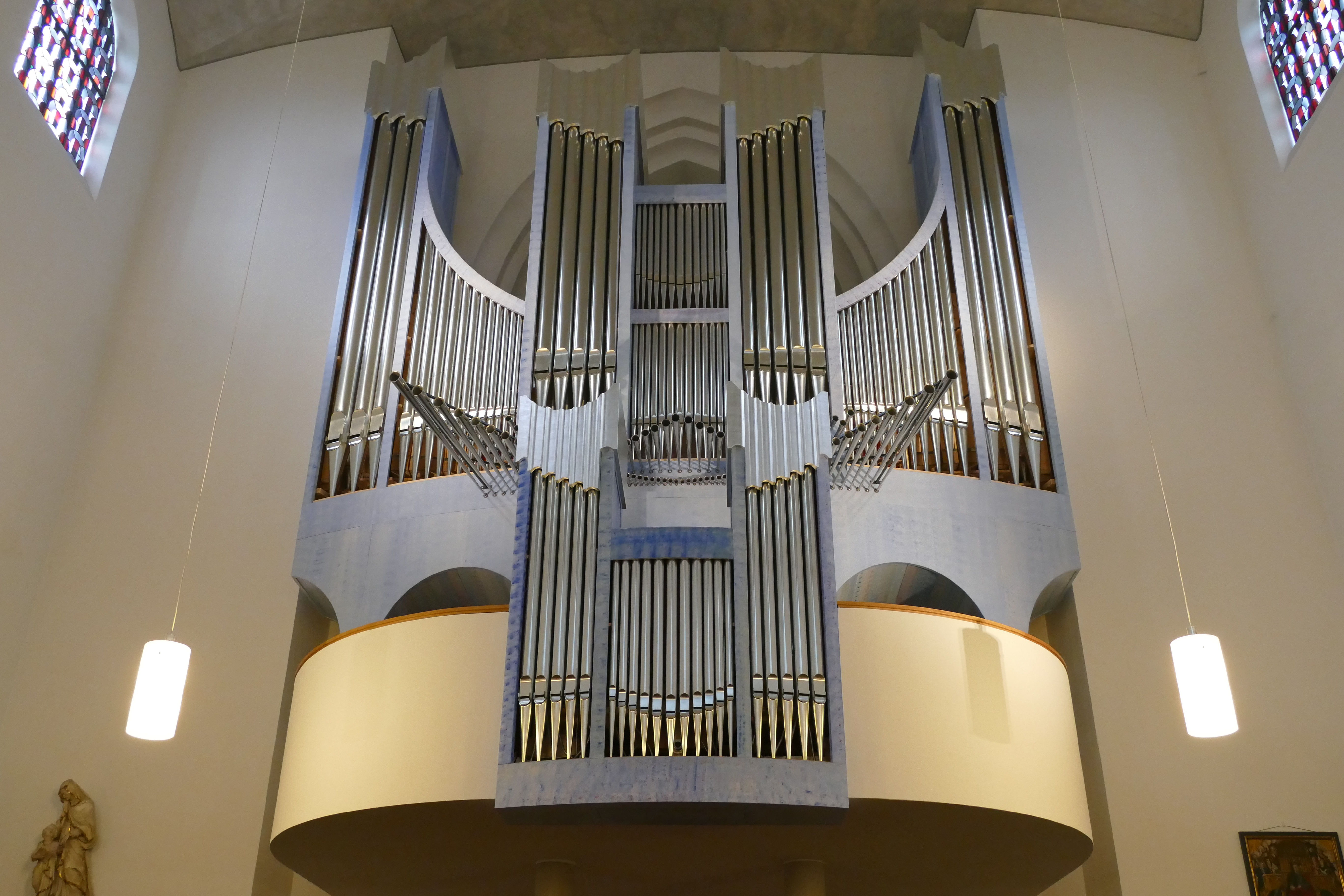
Die Scholz-Orgel von 2022

Die große Hauptorgel auf der Empore wurde von der Orgelbaufirma Martin Scholz aus Mönchengladbach gebaut und 2022 fertig gestellt. Das neue Instrument hat 55 Register auf vier Manualwerken und Pedal. Das Instrument hat zudem drei Effektregister; aus der alten Orgel wurden das Glockenspiel und der Zimbelstern übernommen; das Röhrenglockenspiel ist neu.
Für die neue Hauptorgel wurde im Frühjahr 2015 eine aus Spenden finanzierte Orgelbühne zwischen den inneren Turmpfeilern errichtet. Der Zugang erfolgt über die Turmtreppe mit einem Auslass in Höhe der Orgelbühne über einen Zugangssteg. Das Instrument wurde von Pfarrer Werner Rombach am 7. August 2022 eingesegnet.
| I Positiv C–a3 |                   |       |
| 01.            | Principal         | 8′    |
| 02.            | Rohrflöte         | 8′    |
| 03.            | Salicional        | 8′    |
| 04.            | Principal         | 4′    |
| 05.            | Flauto dolce      | 4′    |
| 06.            | Sesquialtera II 0 | 2 ⁄3′ |
| 07.            | Octave            | 2′    |
| 08.            | Quinte            | 1 ⁄3′ |
| 09.            | Mixtur minor      | 1 ⁄3′ |
| 10.            | Clarinette        | 8′    |
|                | Glockenspiel      |       |
|                | Zimbelstern       |       |
|                | Tremulant         |       |

| II Hauptwerk C–a3 |                |        |
| 11.               | Principal      | 16′    |
| 12.               | Principal      | 08′    |
| 13.               | Harmonieflöte  | 08′    |
| 14.               | Bordun         | 08′    |
| 15.               | Viola da Gamba | 08′    |
| 16.               | Octave         | 04′    |
| 17.               | Rohrflöte      | 04′    |
| 18.               | Quinte         | 02 ⁄3′ |
| 19.               | Superoctave    | 02′    |
| 20.               | Mixtur major   | 02′    |
| 21.               | Fagott         | 16′    |
| 22.               | Trompete       | 08′    |
|                   | Tremulant      |        |

| III Schwellwerk C–a3 |                  |         |
| 23.                  | Stillgedeckt     | 16′     |
| 24.                  | Geigenprincipal  | 08′     |
| 25.                  | Doppelflöte      | 08′     |
| 26.                  | Lieblich Gedeckt | 08′     |
| 27.                  | Gambe            | 08′     |
| 28.                  | Aeoline          | 08′     |
| 29.                  | Vox coelestis    | 08′     |
| 30.                  | Violine          | 04′     |
| 31.                  | Traversflöte     | 04′     |
| 32.                  | Nasard           | 02 ⁄3′  |
| 33.                  | Piccolo          | 02′     |
| 34.                  | Terz             | 01 3⁄5′ |
| 35.                  | Progressio       | 02 ⁄3′  |
| 36.                  | Bombarde         | 16′     |
| 37.                  | Harmonietrompete | 08′     |
| 38.                  | Fagott-Oboe      | 08′     |
| 39.                  | Vox humana       | 08′     |
| 40.                  | Clarine          | 04′     |
|                      | Tremulant        |         |

| IV Solowerk C–a3 |                      |    |
| 41.              | Span. Trompete       | 8′ |
| 42.              | Span. Trompete       | 4′ |
| 43.              | Cornett V            | 8′ |
|                  | Röhrenglockenspiel 0 |    |

| Pedalwerk C–g1 |                         |     |
| 44.            | Untersatz               | 32′ |
| 45.            | Principal               | 16′ |
| 46.            | Subbass (Ext. Nr. 44)   | 16′ |
| 47.            | Violonbass              | 16′ |
| 48.            | Octavbass (Ext. Nr. 45) | 08′ |
| 49.            | Gedacktbass             | 08′ |
| 50.            | Violoncello             | 08′ |
| 51.            | Octave                  | 04′ |
| 52.            | Contraposaune           | 32′ |
| 53.            | Posaune (Ext. Nr. 52)   | 16′ |
| 54.            | Trompete                | 08′ |
| 55.            | Trompete                | 04′ |

- Koppeln
  - Normalkoppeln: I/II, III/I, III/II, IV/II, I/P, II/P, III/P, IV/P
  - Suboktavkoppeln: III/I, III/II, III/III
  - Superoktavkoppel: III/P

## Geläute
Im Turm der St.-Lambertus-Kirche hängen fünf klangvolle Bronzeglocken. Mit Ausnahme der mittelalterlichen Glocke von Jan v. Trier stammen die Glocken alle von der renommierten Glockengießerei Otto aus Hemelingen/Bremen, die für die St.-Lambertus-Kirche in den Jahren 1914, 1927, 1955 und 1957 Glocken geliefert hat. Die vor 1939 gegossenen Otto-Glocken wurde mit Ausnahme der b0-Glocke von 1917 alle kriegsbedingt eingeschmolzen. Die Otto-Glocken von 1955 und 1957 haben das untergegangene Geläut von 1927 ersetzt. Das komplette Geläut hängt teilweise an Holz- und teilweise an Stahljochen im Stahlglockenstuhl. Im Turm ist noch eine Gegenpendelanlage installiert worden.
| Nr. | Name                | Guss- jahr | Gießer               | Gewicht (kg) | Nominal (16tel) | Durch- messer mm | Anmerkung                                                    |
| --- | ------------------- | ---------- | -------------------- | ------------ | --------------- | ---------------- | ------------------------------------------------------------ |
| 1   | Heilands-Glocke     | 1914       | Glockengießerei Otto | 3.450        | b0 +3           | 1.762            | Drittschwerste und vierttontiefste Glocke im Kreis Heinsberg |
| 2   | Marien-Glocke       | 1535       | Jan (II) van Trier   | 2.200        | des1 +4         | 1.512            | Größte erhaltene Glocke von Jan van Trier                    |
| 3   | Lambertus-Glocke    | 1955       | Glockengießerei Otto | 1.450        | es1 +4          | 1.318            |                                                              |
| 4   | Christkönigs-Glocke | 1957       | Glockengießerei Otto | 1.050        | f1 +3           | 1.165            |                                                              |
| 5   | Elisabeth-Glocke    | 1957       | Glockengießerei Otto | 850          | ges1 +1         | 1.098            |                                                              |

## Pfarrer
Folgende Priester wirkten bislang als Pfarrer an St. Lambertus:
- 1931–1947: Otto Frings
- 1947–1958: Leopold Wiggers
- 1959–1986: Hans-Walter Bosch
- 1986–2007: Dieter Plewnia
- Seit 2007: Werner Rombach